# Not Without My Daughter
Not Without My Daughter (Nederlandse vertaling: In een sluier gevangen) is een autobiografisch boek van de Amerikaanse schrijfster Betty Mahmoody. In het boek beschrijft ze hoe ze door haar man, de arts Sayyed Bozorg (Moody) Mahmoody, tegen haar wil met haar dochtertje Mahtob in 1984 in Iran werd vastgehouden. Het boek is in 1991 verfilmd onder dezelfde titel. In 2002 verscheen een documentaire Without My Daughter die de geschiedenis beschrijft vanuit het oogpunt van Moody.

## Inhoud
Betty Mahmoody wordt door haar echtgenoot Moody overgehaald om samen met hun dochter Mahtob zijn familie in Teheran te bezoeken. Betty twijfelt aan een reis naar het Midden-Oosten maar Moody zweert op de Koran dat ze na twee weken probleemloos terug zullen keren in Amerika. Het gezinnetje reist naar Teheran, waar Betty direct verplicht wordt een chador te dragen.
Eenmaal in Iran vertelt Moody haar dat hij is ontslagen uit het ziekenhuis, waar hij overigens al voortdurend door zijn collega's was gediscrimineerd. Moody is een aanhanger van Ayatollah Khomeiny en wil in het revolutionaire Iran blijven. Hij neemt alle paspoorten en creditcards in beslag en deelt Betty mee dat ze zich maar moeten aanpassen. Mahtob kan maar beter moslim worden en daarmee is het einde discussie. Betty beseft dat ze geen kant uit kan, want als ze van Moody scheidt, zal hij de volledige voogdij over Mahtob krijgen.
Voorlopig kan het gezin bij Moody's zus Ameh Bozorg wonen, een vrouw aan wie Betty een grondige wederzijdse hekel heeft. Ameh Bozorg en de rest van de familie behandelen Betty met minachting en Ameh zelf heeft de onsmakelijke gewoonte om haar neus tijdens het wassen met Betty's chador te snuiten. Bovendien is het huishouden onhygiënisch, maar klachten bij Moody leiden tot irritatie. Moody's fanatisme dat in de V.S. al zo nu en dan boven was gekomen in discussies met zijn vrienden komt nu volledig tot uiting. Moody slaat zijn vrouw nu ook.
Betty, die zelfs niet mag telefoneren, probeert wanhopig een uitweg te vinden. Ze vlucht uiteindelijk met haar dochter naar de Zwitserse ambassade, die een Amerikaanse sectie heeft (de V.S. hebben immers sinds de gijzeling van 1979 geen ambassade meer). Daar wordt Betty echter medegedeeld dat ze niet kan worden geholpen. Volgens Iraans recht is de vrouw van een Iraniër namelijk ook een Iraanse, en kan een Iraanse vrouw slechts het land verlaten met geschreven toestemming van haar man. Thuisgekomen wacht haar een woedende Moody, die dreigt haar te vermoorden als ze weer zo lang wegblijft.
Betty besluit Moody's wantrouwen te sussen door zich positiever op te stellen. Ze volgt Koranstudies waar ze een tot moslim bekeerde Amerikaanse leert kennen, en ze heeft zelfs weer seks met Moody. Deze laat op zijn beurt de teugels iets vieren en staat uiteindelijk toe dat ze bij een ander familielid gaan wonen. Ondertussen zoekt Moody werk maar kan geen baan op zijn niveau krijgen. Bovendien beklaagt hij zich over het gebrek aan hygiëne in het Teheraanse ziekenhuis. De frustratie uit zich in fanatisme dat uiteindelijk zo ver gaat dat ook Moody's familie het te ver vindt gaan. Door de relatieve vrijheid kan Betty wel contact leggen met een winkelier die een schakel vormt in een ondergrondse organisatie die mensen Iran uit smokkelt.
De zaak wordt ironischerwijs versneld door de Amerikaanse IRS (belastingdienst) die wegens de oplopende belastingschulden en boetes beslag op het huis van Betty en Moody in de Verenigde Staten dreigt te leggen. Moody wil het huis snel te gelde maken en wil Betty hiervoor naar de Verenigde Staten sturen, al is het officiële voorwendsel dat Betty afscheid mag nemen van haar vader die stervende is. Ze zal dan het huis en alle andere bezittingen moeten verkopen, de opbrengst na betaling van de belastingen naar Iran sluizen, en vervolgens terug moeten komen. Mahtob blijft uiteraard in Iran, zodat Betty als ze zou willen ontsnappen haar dochter nooit meer terugziet. Wanneer Betty bezwaar maakt tegen het feit dat Mahtob niet mee mag, slaat Moody haar opnieuw en dreigt opnieuw haar te vermoorden. Betty besluit daarom dat nu de tijd is om met Mahtob te ontsnappen, en loopt met Mahtob van haar man weg.
Via Tabriz en Iraans Koerdistan steken Betty en Mahtob met een Koerdische gids over naar Turkije. Via de Amerikaanse ambassade in Ankara keren ze terug naar de Verenigde Staten.